# Canirallus oculeus
Frango-d'água-de-garganta-cinzenta ou frango-de-água-de-garganta-cinzenta (Canirallus oculeus) é uma espécie de ave da família Rallidae.
Pode ser encontrada nos seguintes países: Camarões, República Centro-Africana, República do Congo, República Democrática do Congo, Costa do Marfim, Guiné Equatorial, Gabão, Gana, Guiné, Libéria, Nigéria e Serra Leoa.